# ピアノ四重奏曲
ピアノ四重奏曲（ピアノしじゅうそうきょく）は西洋音楽における室内楽曲の形態のひとつ。通常は、ピアノ、ヴァイオリン、ヴィオラ、チェロの4つの楽器の編成による楽曲である。一般にソナタと同じ構成を持つ複数楽章から構成される。すなわち、急-緩-舞-急の4楽章または急-緩-急の3楽章から成っていて、第1楽章がソナタ形式となっているのが基本的な形である。
3つの楽器が独奏楽器的に対置されるピアノ三重奏曲、ピアノと弦楽器が協奏曲的に対置されるピアノ五重奏曲と比較して、より各楽器が親和的であるのが特徴である。

## 主な作曲家と作品
- ヴォルフガング・アマデウス・モーツァルト - 2曲（第1番ト短調K.478、第2番変ホ長調K.493）
- ルートヴィヒ・ヴァン・ベートーヴェン - 4曲（変ホ長調WoO.36-1、ニ長調WoO.36-2、ハ長調WoO.36-3、ピアノと管楽のための五重奏曲op.16の作曲者自身による編曲）
- ヨハン・ネポムク・フンメル - 2曲（ト長調「序奏とアレグロ」WoO.6、ニ長調S.3）
- カール・マリア・フォン・ウェーバー - 変ロ長調op.8
- フランツ・シューベルト - アダージョとロンド（遺作）
- フェリックス・メンデルスゾーン - 4曲 (ニ短調、第1番ハ短調op.1、第2番ヘ短調op.2、第3番ロ短調op.3)
- ロベルト・シューマン - 変ホ長調op.47
- カール・ライネッケ - 2曲（変ホ長調op.34、ニ長調op.272）
- ヨハネス・ブラームス - 3曲（第1番ト短調op.25、第2番イ長調op.26、第3番ハ短調op.60）
- カミーユ・サン＝サーンス - ロ長調op.41
- アレクシス・ド・カスティヨン - ト短調op.7
- ヨーゼフ・ラインベルガー - 変ホ長調op.38
- ヘルマン・ゲッツ - ホ長調op.6
- アントニン・ドヴォルザーク - 2曲（第1番ニ長調op.23、第2番変ホ長調op.87）
- ハインリヒ・フォン・ヘルツォーゲンベルク - 2曲（ホ短調 op.75、変ロ長調 op.95）
- ガブリエル・フォーレ - 2曲（第1番ハ短調op.15、第2番ト短調op.45）
- ジグムント・ノスコフスキ - ニ短調op.8
- ロベルト・フックス - 2曲（第1番 ト長調 Op.15 、第2番 ロ短調 Op.75）
- フランツ・クサヴァー・シャルヴェンカ - ヘ長調op.37
- ズデニェク・フィビフ - ホ短調op.11
- ヴァンサン・ダンディ - イ短調op.7
- エルネスト・ショーソン - イ長調
- グスタフ・マーラー - ピアノ四重奏断章
- レオン・ボエルマン - ヘ短調op.10
- リヒャルト・シュトラウス - ハ短調 op.13
- ヴィーチェスラフ・ノヴァーク - ハ短調op.7
- ギョーム・ルクー - 未完
- マックス・レーガー - 2曲（第1番ニ短調op.113、第2番イ短調op.133）
- ヨセフ・スク - イ短調 作品1
- ウィリアム・ハールストーン - ホ短調
- ジョルジェ・エネスク - 2曲（第1番ニ長調op.16、第2番ニ短調op.30）
- ホアキン・トゥリーナ - イ短調 作品67
- ウィリアム・ウォルトン - ニ短調
- 吉松隆 - ピアノ四重奏曲op.30

## 類似の形式を持つ楽曲
- 交響曲
- 独奏協奏曲
- 独奏ソナタ
  - ピアノソナタ
  - ヴァイオリンソナタ
  - チェロソナタ
- ピアノ三重奏曲
- ピアノ五重奏曲
- 弦楽四重奏曲
- フルート四重奏曲